# Az élet küszöbén (film, 1958)
Az élet küszöbén (eredeti cím svédül: Nära livet) egy 1958-ban bemutatott Ingmar Bergman által rendezett svéd filmdráma.
A filmmel Ingmar Bergman elnyerte a cannes-i fesztivál legjobb rendezés díját, de Arany Pálmára is jelölték.  Eva Dahlbeck, Ingrid Thulin, Bibi Andersson és Barbro Hiort af Ornäs pedig megosztva a legjobb női alakítás díját kapták.

## Szereposztás
| Színész               | Karakter          |
| --------------------- | ----------------- |
| Eva Dahlbeck          | Stina Andersson   |
| Ingrid Thulin         | Ceclia Ellius     |
| Bibi Andersson        | Hjördis Petterson |
| Barbro Hiort af Ornäs | Brita nővér       |
| Erland Josephson      | Anders Ellius     |
| Max von Sydow         | Harry Andersson   |
| Inga Landgré          | Greta Ellius      |
| Gunnar Sjöberg        | Dr. Nordlander    |
| Ann-Marie Gyllenspetz | Gran tanácsos     |

## Fordítás
- Ez a szócikk részben vagy egészben  a   Brink_of_Life című angol Wikipédia-szócikk fordításán alapul.  Az eredeti cikk szerkesztőit annak laptörténete sorolja fel. Ez a jelzés csupán a megfogalmazás eredetét és a szerzői jogokat jelzi, nem szolgál a cikkben szereplő információk forrásmegjelöléseként.